# JSX (자바스크립트)
JSX(자바스크립트 XML, JavaScript XML)는 자바스크립트 언어 문법의 XML과 유사한 확장이다. 원래 페이스북이 React와 함께 사용하기 위해 만들었으나, JSX는 여러 웹 프레임워크에 채택되었다.:5:11 신택틱 슈거로서, JSX는 일반적으로 원본 JSX와 구조적으로 유사한 중첩된 자바스크립트 함수 호출로 트랜스파일된다.

## 마크업
JSX 코드의 예시:
```
const
 
App
 
=
 
()
 
=>
 
{

   
return
 
(

     
<
div
>

       
<
p
>
Header
</
p
>

       
<
p
>
Content
</
p
>

       
<
p
>
Footer
</
p
>

     
</
div
>

   
);

}

```

### 중첩 요소
같은 수준의 여러 요소는 위에서 보여준 <div> 요소, <Fragment> 또는 그 축약형 <>로 구분된 프래그먼트와 같이 단일 React 요소로 묶이거나 배열로 반환되어야 한다.:68-69

### 속성
JSX는 HTML이 제공하는 것과 유사하게 설계된 다양한 요소 속성을 제공한다. 사용자 정의 속성도 컴포넌트에 전달할 수 있다. 모든 속성은 컴포넌트에서 props로 수신된다.

### 자바스크립트 표현식
자바스크립트 표현식 (하지만 문은 아님)은 중괄호 {}를 사용하여 JSX 내에서 사용할 수 있다.:14-16
```
  
<
h1
>
{10+1}
</
h1
>

```

위 예시는 다음을 렌더링한다:
```
  
<
h1
>
11
</
h1
>

```

### 조건식
If–else 문은 JSX 내에서 사용할 수 없지만 조건식은 대신 사용할 수 있다.
아래 예시는 i가 1과 같기 때문에 { i === 1 ? 'true' : 'false' }를 문자열 'true'로 렌더링한다.
```
const
 
App
 
=
 
()
 
=>
 
{

   
const
 
i
 
=
 
1
;

   
return
 
(

     
<
div
>

       
<
h1
>{
 
i
 
===
 
1
 
?
 
'true'
 
:
 
'false'
 
}</
h1
>

     
</
div
>

   
);

}

```

위는 다음을 렌더링한다:
```
<
div
>

  
<
h1
>
true
</
h1
>

</
div
>

```

함수와 JSX는 조건문에서 사용될 수 있다::88-90
```
const
 
App
 
=
 
()
 
=>
 
{

   
const
 
sections
 
=
 
[
1
,
 
2
,
 
3
];

   
return
 
(

     
<
div
>

       
{
sections
.
map
((
n
,
i
)
 
=>
 
(

           
/* 'key' is used by React to keep track of list items and their changes */

           
/* Each 'key' must be unique */

           
<
div
 
key
=
{
"section-"
 
+
 
n
}>

               
Section
 
{
n
}
 
{
i
 
===
 
0
 
&&
 
<
span
>(
first
)</
span
>}

           
</
div
>

       
))}

     
</
div
>

   
);

}

```

위는 다음을 렌더링한다:
```
<
div
>

  
<
div
>
Section 1
<
span
>
(first)
</
span
></
div
>

  
<
div
>
Section 2
</
div
>

  
<
div
>
Section 3
</
div
>

</
div
>

```

JSX로 작성된 코드는 웹 브라우저가 이해하기 전에 바벨과 같은 도구로 변환해야 한다.:5 이 처리는 일반적으로 애플리케이션이 배포되기 전에 소프트웨어 빌드 과정에서 수행된다.

## 같이 보기
- ECMAScript for XML